# 二丁氧基甲烷
二丁氧基甲烷是一种有机化合物，分子式C9H20O2，结构简式(CH3(CH2)3O)2CH2，是一种对称醚和缩醛，由于不含卤原子，可作为绿色溶剂
。